# Římskokatolická farnost Žirovnice
Římskokatolická farnost Žirovnice je územní společenství římských katolíků v rámci pelhřimovského vikariátu českobudějovické diecéze.

## O farnosti

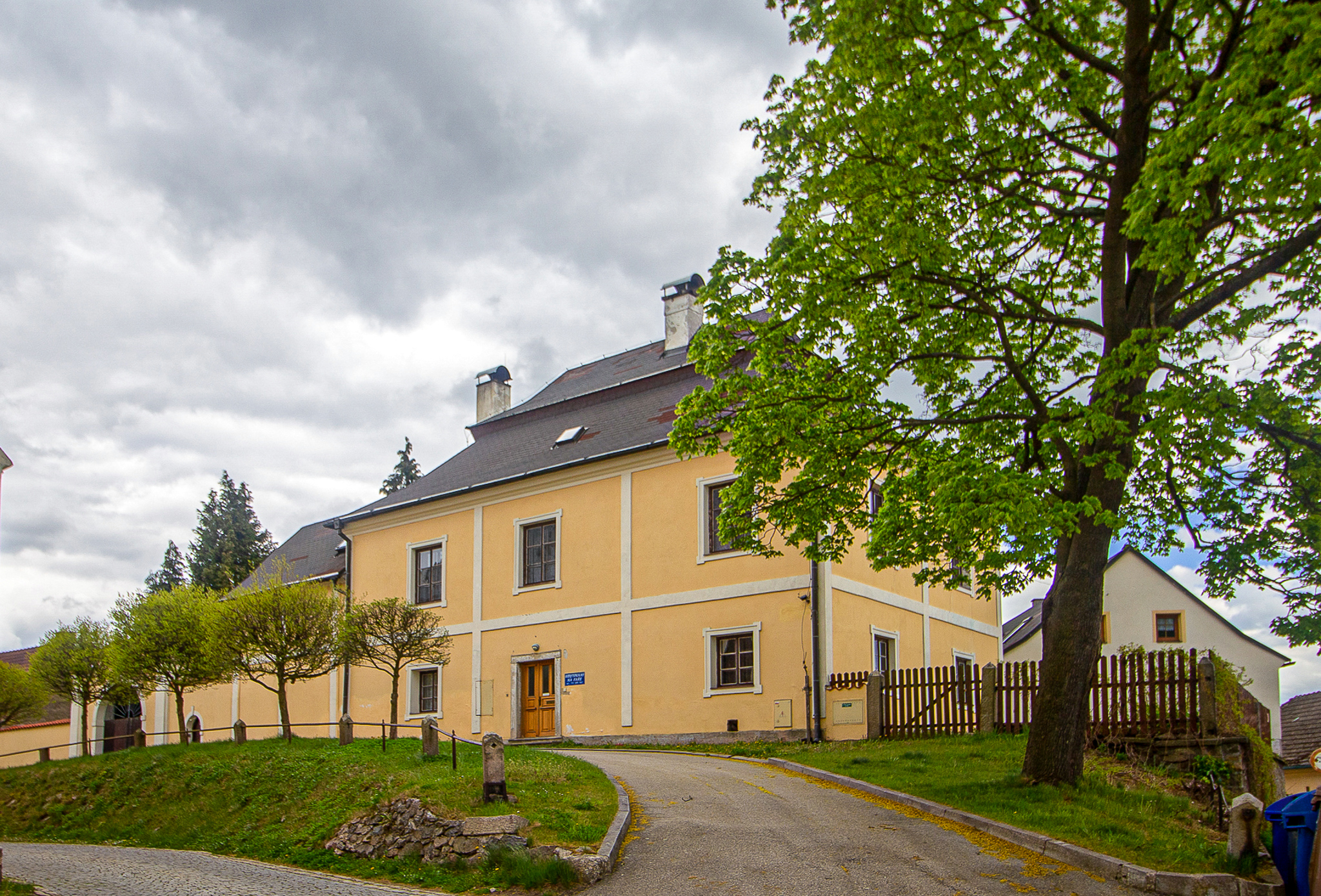
Žirovnická fara na Havlíčkově náměstí

### Historie
V roce 1358 je v Žirovnici doložena plebánie. Farnost později zanikla a byla obnovena až v roce 1729. Patronátní právo ke kostelu sv. Filipa a Jakuba drželi v letech 1594–1773 jezuité z řádové koleje v Jindřichově Hradci.

### Současnost
Farnost spravuje (jako administrátor excurrendo) Martin Brácha, administrátor farnosti Horní Cerekev.
|  | Kostel                      | Místo     | Bohoslužba             | Bohoslužba                             | Poznámka        |
|  | --------------------------- | --------- | ---------------------- | -------------------------------------- | --------------- |
|  | Kostel sv. Bartoloměje      | Stranná   | neslouží se pravidelně | neslouží se pravidelně                 | filiální kostel |
|  | Kaple                       | Vlčetín   | neslouží se pravidelně | neslouží se pravidelně                 | obecní kaple    |
|  | Kostel sv. Filipa a Jakuba  | Žirovnice | sobota                 | 18:00 (zimní čas), 19:00 (letní čas)   | farní kostel    |
|  | kaple Panny Marie Karmelské | Žirovnice | 1. úterý v měsíci      | 16:30 (řeckokatolická Božská liturgie) | kaple na faře   |